# Квазимонархия
Ква́зимона́рхия (лат. quasi «как бы» + «монархия») — политический режим, в котором при формально республиканской форме правления первое лицо государства (квазимонарх) несменяемо, обладает почти неограниченной единоличной властью и передаёт её по наследству. В этом её отличие от простой диктатуры. Также для квазимонархии, в отличие от других республиканских форм автократии, характерен квазирелигиозный культ личности.
Историческим примером данного строя служит принципат в Римской империи. Помимо этого, в определённые периоды их истории к историческим квазимонархиям можно отнести Английскую республику, Республику Соединённых провинций, Непал, ДР Конго, Кубу, Парагвай, Гаити, Никарагуа, Доминиканскую Республику, Тайвань и Сирийскую Арабскую Республику. Ярким примером квазимонархии в современном мире может служить Корейская Народно-Демократическая Республика, в которой формально избираемое первое лицо фактически назначается предшественником из числа своих детей. В современном мире к квазимонархиям также можно отнести Азербайджан, Габон, Джибути, Камбоджу, Туркменистан, Того, Экваториальную Гвинею и Чад. Дети бывших правителей возглавляют Филиппины и Чечню, хотя там они не унаследовали власть от родителей.

## Нынешние квазимонархии
- Азербайджан — президент Ильхам Алиев (с 2003), до него государством руководил его отец, Гейдар Алиев (1969—1982[5], 1993—2003).
- Габон — президент Брис Олиги (с 2025), до этого руководивший страной как глава военной хунты (2023—2025), свергнувшей президента Али Бонго Ондимбу (2009—2023). Брис Олиги и Али Бонго приходятся друг другу двоюродными братьями. До Али Бонго страной управлял его отец, Омар Бонго Ондимба (1967—2009).
- Джибути — президент Исмаил Омар Гелле (с 1999), до него государством руководил его дядя, Хасан Гулед Аптидон (1977—1999).
- Камбоджа — премьер-министр Хун Манет (с 2023). До него правительством руководил его отец, Хун Сен (1985—2023).
- КНДР — высший руководитель Ким Чен Ын (с 2011), до него государством руководили его отец, Ким Чен Ир (1994—2011), и его дед, Ким Ир Сен (1948—1994).
- Того — президент (2005—2025) и премьер-министр (с 2025) Фор Гнассингбе, до него государством руководил его отец, Гнассингбе Эйадема (1967—2005). В 2024 году в конституцию Того были внесены поправки, преобразующие Того из президентской республики в парламентскую, таким образом Фор Гнассингбе сохранил за собой статус главы исполнительной власти Того.
- Туркменистан — президент Сердар Бердымухамедов (с 2022), до него государством руководил его отец, Гурбангулы Бердымухамедов (2006—2022).
- Чад — глава переходного военного правительства (2021—2024) и президент (с 2024) Махамат Деби, до него государством руководил его отец, Идрис Деби (1990—2021).
- Экваториальная Гвинея — президент Теодоро Обианг Нгема Мбасого (с 1979), до него государством руководил его дядя, Франсиско Масиас Нгема Бийого (1968—1979). В отличие от остальных, получивших власть мирным путём, Теодоро захватил власть в результате военного переворота и казнил своего дядю.

## Исторические квазимонархии
- Английская республика — лорд-протектор Ричард Кромвель управлял страной в 1658—1659 годах, пока не был смещён с поста парламентом. До него государством руководил его отец, Оливер Кромвель (1653—1658).
- Гаити — президент Жан-Клод Дювалье управлял страной в 1971—1986 годах, пока не был смещён под давлением властей США. До него государством руководил его отец, Франсуа Дювалье (1957—1971).
- Доминиканская Республика — генералиссимус Рамфис Трухильо фактически управлял страной с 1 июня 1961 года, пока не сбежал из страны 14 ноября того же года. До него государством руководил его дядя, президент Эктор Трухильо (1952—1960), и его отец Рафаэль Трухильо (1930—1952), который де-факто оставался у власти до своей смерти в 1961 году.
- ДР Конго — президент Жозеф Кабила управлял страной в 2001—2019 годах, пока его не сменил Феликс Чисекеди. До него государством руководил его отец, Лоран-Дезире Кабила (1997—2001).
- Китайская Республика — президент Цзян Цзинго управлял страной с 1975 года до своей смерти в 1988 году. До него государством руководил его отец, Чан Кайши (1925—1975).
- Куба — председатель Рауль Кастро управлял страной в 2008—2018 годах, пока его не сменил Мигель Диас-Канель. До него государством руководил его брат, Фидель Кастро (1959—2008).
- Непал — премьер-министр Мохан Шамшер Рана фактически управлял страной в 1948—1951 годах, пока не был смещён под давлением со стороны короля. До него правительством беспрерывно руководили другие члены династии Рана (1846—1951).
- Никарагуа — президент Анастасио Сомоса Дебайле управлял страной в 1967—1979 годах, пока не был свергнут в ходе революции. До него государством руководил его брат, Луис Анастасио Сомоса Дебайле (1956—1967), и его отец, Анастасио Сомоса Гарсия (1936—1956).
- Парагвай — президент Франсиско Солано Лопес управлял страной в 1862—1869 годах, пока не был свергнут в ходе Парагвайской войны. До него государством руководил его отец, Карлос Антонио Лопес (1841—1862).
- Республика Соединённых провинций — штатгальтеры Нидерландов из дома Оранских-Нассау, начиная с Вильгельма I Оранского (1579—1584), фактически сосредоточили в своих руках верховную власть в Республике Соединённых провинций, стремясь превратить её в монархическую. Титул был введён в 1747 году после того, как Вильгельм IV Оранский (1747—1751) объединил все провинции Нидерландов и стал единым правителем государства. В следующем году власть штатгальтера стала наследственной и оставалась такой вплоть до того, как республика прекратила своё существование в 1795 году во время правления Вильгельма V Оранского (1751—1795).
- Сирия — президент Башар Асад управлял страной в 2000—2024 годах, пока не был свергнут в ходе гражданской войны. До него государством руководил его отец, Хафез Асад (1971—2000).